# Scaevola depauperata
Scaevola depauperata är en tvåhjärtbladig växtart som beskrevs av Robert Brown. Scaevola depauperata ingår i släktet Scaevola och familjen Goodeniaceae. Inga underarter finns listade i Catalogue of Life.

## Bildgalleri

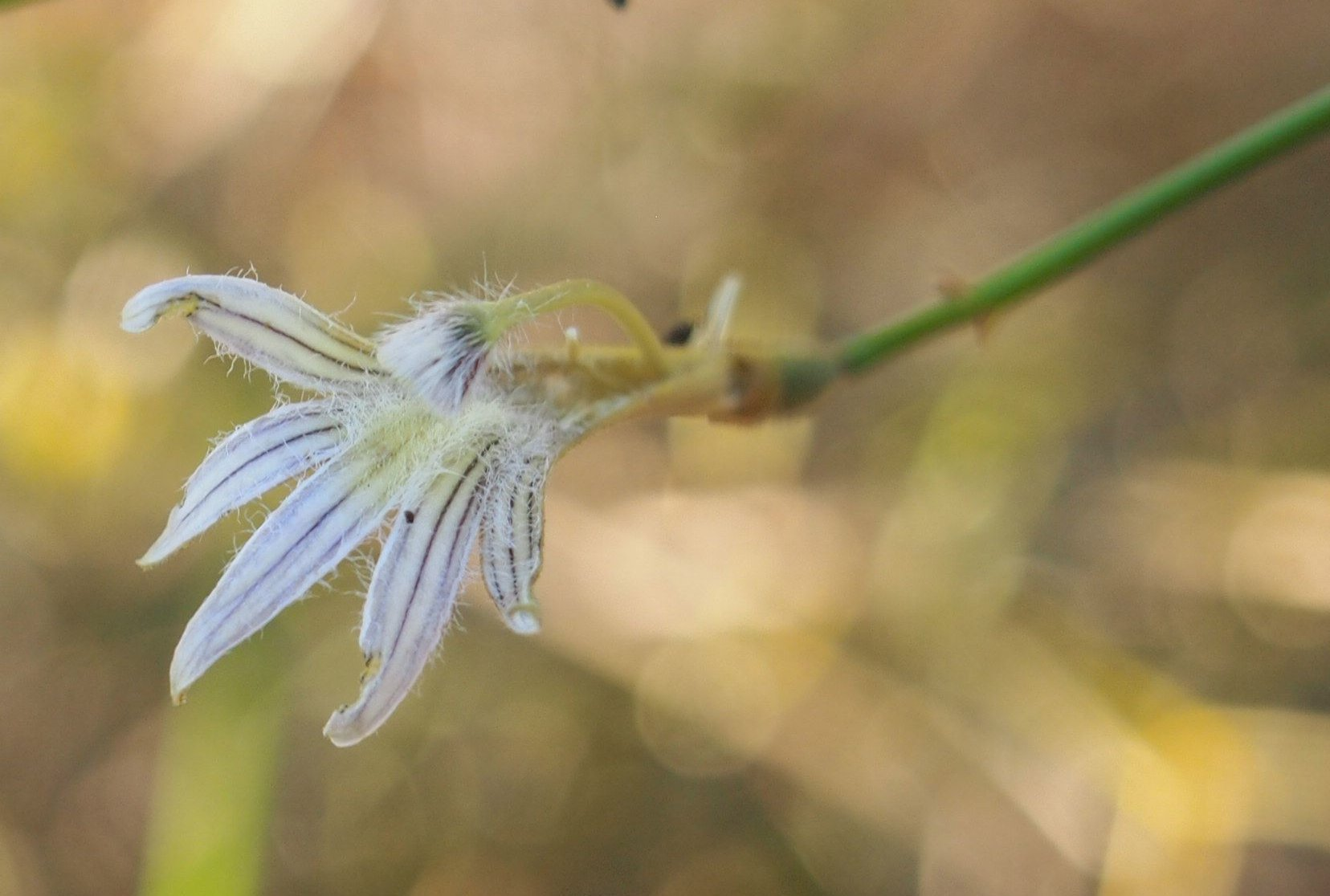
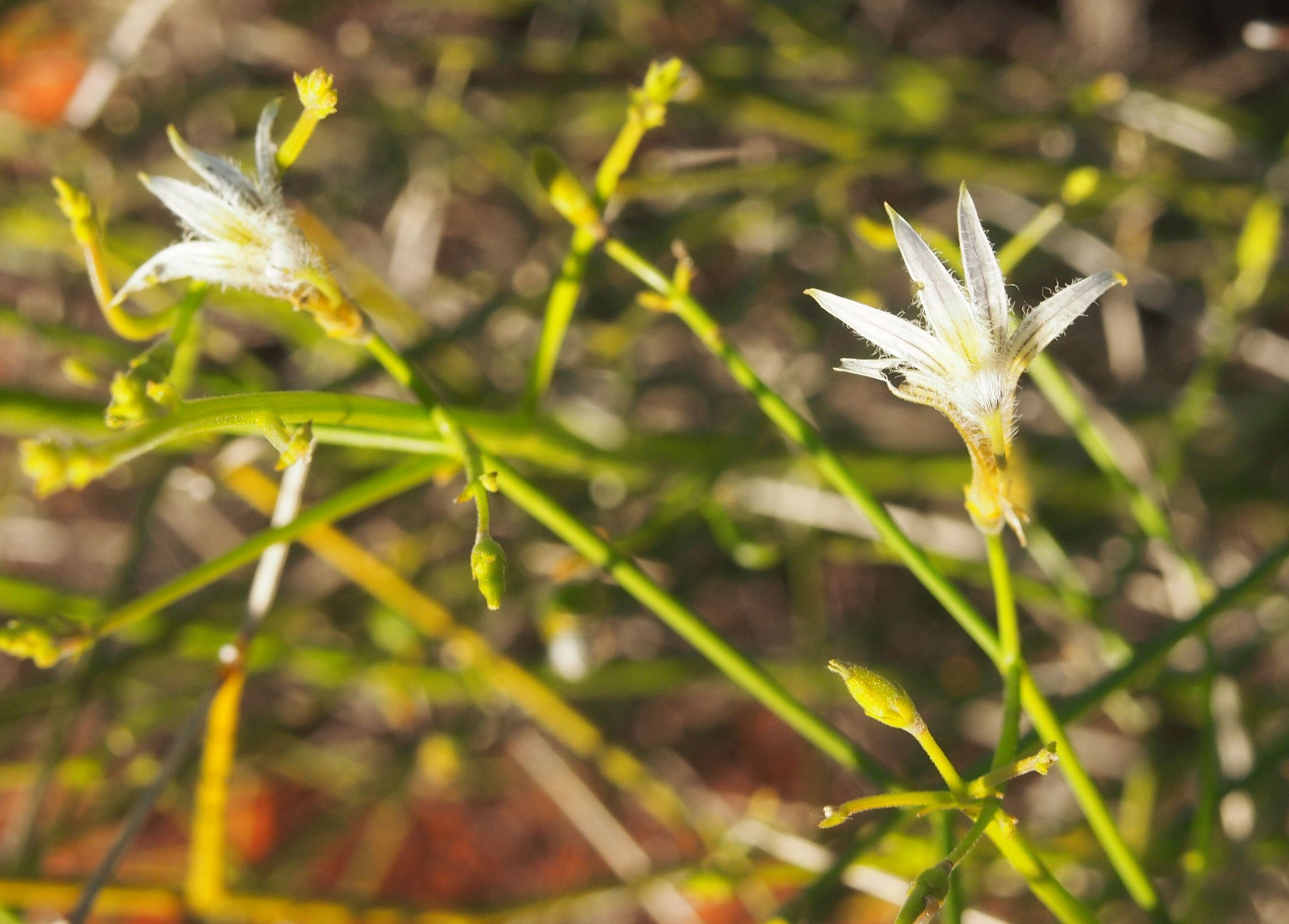
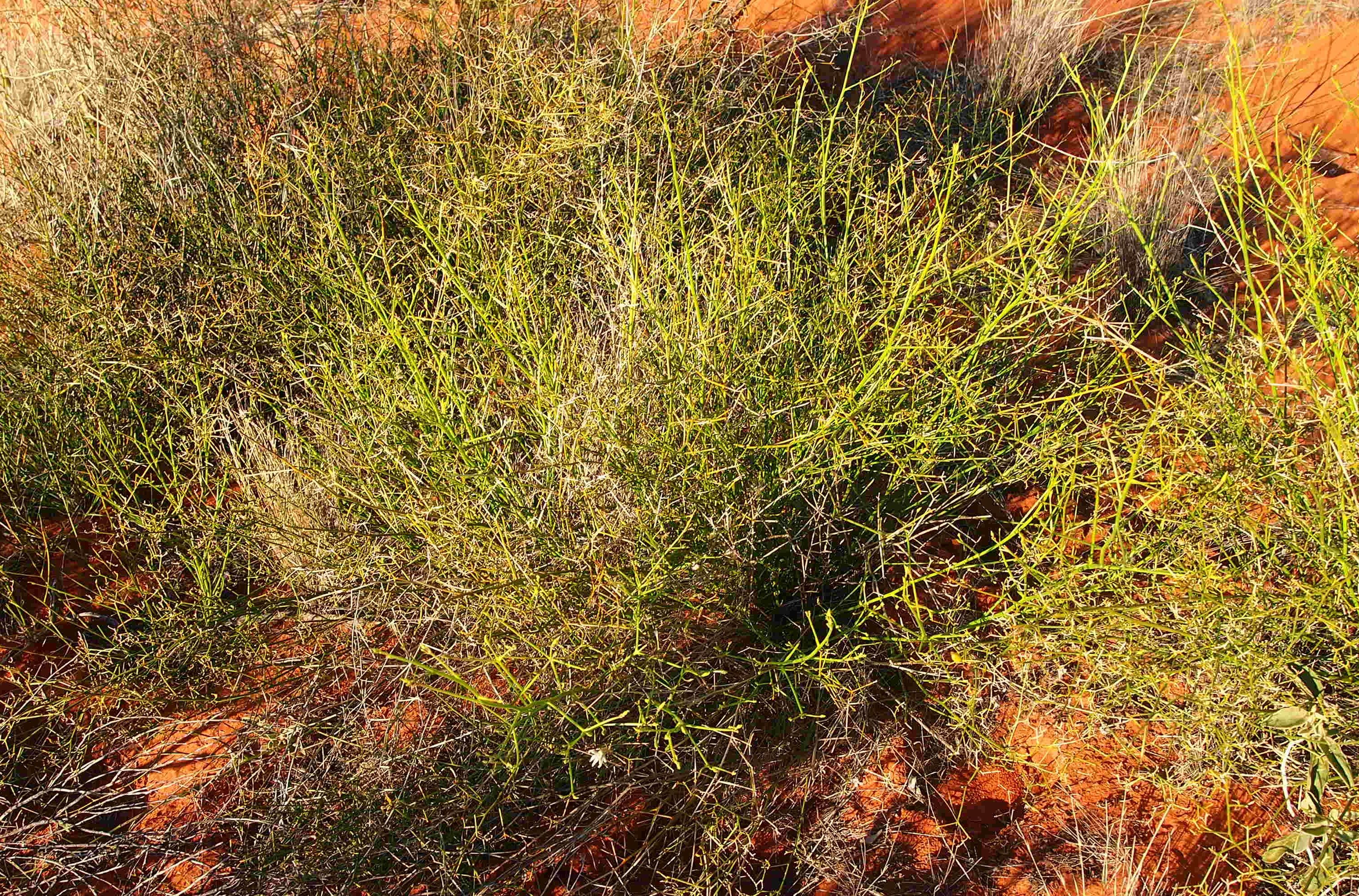